# Чен Менг
Чен Менг (кин: 陈梦; Ћингдао, 15. јануар 1994) кинеска је стонотенисерка. Освојила је четири олимпијска злата, два 2020. и два 2024. године. Придружила се репрезентацији Кине са 13 година. Такође је освојила шест златних медаља са Светских првенстава.